# Петър Николов (скиор)
Вижте пояснителната страница за други личности с името Петър Николов.
Петър Николов е български олимпиец, участвал в състезанията по ски бягане в зимните олимпийски игри в Осло през 1952 г.

## Биография
Роден е на 10 юли 1922 година. Участва в състезанието на 18 km ски бягане на шестите зимни олимпийски игри, провели се в Осло през 1952 година. Завършва 60-и от 80 участници.  Състезател е на софийския ски клуб „Славия“.  От 1958 г. е член на Централната ски-секция, която през 1961 г. прераства в Българска федерация по ски. От 1967 г. е първият председател на комитета по скок и северна комбинация към федерацията в продължение на десет години, а от 1968 г. е член на комитета по ски бягане. 